# Ann Bannon
Ann Bannon (seudónimo de Ann Weldy; Joliet, Illinois, Estados Unidos 15 de septiembre de 1932) es una escritora estadounidense. Escribió una serie de seis libros de pulp fiction lésbica de 1957 a 1962 conocidos como The Beebo Brinker Chronicles. Los libros fueron muy populares cuando salieron a la venta por primera vez, y han tenido un éxito extraordinariamente longevo (especialmente para un género como el de la pulp fiction), siendo reimpresos en tres ediciones separadas y traducidos a varios idiomas. Esta emblemática longevidad, los personajes de la obra y los libros mismos han hecho que Bannon se haya ganado el título de la «Reina de la Pulp Fiction Lésbica». En un tiempo en el que las representaciones de las lesbianas en la literatura eran infrecuentes, y cuando las había eran trágicas y deprimentes, sus libros la destacaron de otros autores que escribían sobre el lesbianismo. Ha sido descrita como «la mejor representadora de la vida lésbica estadounidense en los cincuenta y sesenta», a la par que se ha dicho de sus libros que «tienen un lugar en la biblioteca de casi todas las lesbianas, incluidas las vagamente interesadas en la literatura».
El primer libro de la saga, Odd Girl Out, fue el segundo libro más vendido de 1957, lo que ella no supo hasta 30 años más tarde, cuando las referencias a sus personajes comenzaron a surgir en poemas y otros trabajos literarios. Bannon estuvo casada durante 27 años, y al principio era una joven ama de casa que escribía en un relativo anonimato. Los libros que escribía era una proyección de una vida que ella no pensaba que sería capaz de vivir. Consideró durante muchos años que la parte de ella misma que redactaba los libros solo existía en su cabeza, hasta que los libros comenzaron a resurgir para ser incluidos retrospectivamente en la literatura pionera gay y lésbica. Sus libros frecuentemente se emplean en clases de estudios de género y estudios LGBT.

## Primeros años
Ann Bannon nació como Ann Weldy en Joliet, Illinois en 1932. Creció en la cercana Hinsdale con su madre y su padrastro, y la responsabilidad de cuidar de cuatro hermanos debido a los problemas económicos de la familia. Su rica vida imaginativa llegó a convertirse en un consuelo para ella durante este tiempo, a la par que encontraba un refugio en la escritura. Creció en una casa llena de música, especialmente jazz. Su familia acogía a menudo a músicos que realizaban pequeños recitales para amigos y vecinos. Uno de estos músicos se convertiría en personaje de sus libros: un perenne soltero llamado Jack que soltaba chistes y ocurrencias al público.
En la Universidad de Illinois en Urbana-Champaign perteneció a una fraternidad. Allí tuvo la oportunidad de conocer a una hermosa compañera mayor, «la más bella que jamás había visto», muy popular entre hombres y mujeres, y de presenciar el encaprichamiento de una compañera más joven por la mayor. Lo recuerda como una situación extraña, a pesar de que la compañera mayor fue «perfectamente cortés» con la menor, y, al ver los atractivos de esta última, comenzó a tener dudas acerca de su propia sexualidad. Según ella: «Vi cómo sucedía mucho de todo esto y no sabía cómo interpretarlo. Ni siquiera sé cómo expresarlo - Estaba completamente obsesionada con eso, fue algo extraordinario». Otra compañera de la fraternidad era físicamente llamativa, muy alta (casi 1,80 m), con voz grave y un apodo masculino que Bannon pensó era una mezcla de Johnny Weissmüller e Ingrid Bergman. Recuerda haber entrado el cuarto de baño comunitario y ver a la compañera, «ambas en ropa interior, y experimenta (ndo) una especie de shock eléctrico», tratando de evitar mirarla fijamente. En 1954 se graduó con un título en francés y poco después se casó con un ingeniero cuyo trabajo requería que se mudaran de domicilio frecuentemente.
Bannon tenía 22 años cuando comenzó a escribir su primera novela pulp. Estaba influida por las dos únicas novelas lésbicas que había leído, El pozo de la soledad de Radclyffe Hall (1928) y Spring Fire de Vin Packer (1952), aunque de diferentes maneras: era incapaz de identificarse con los tonos trágicos de la novela de Hall, pero como chica de fraternidad encontraba más familiar el argumento y las circunstancias de Spring Fire. Según sus palabras: «Ambos libros me obsesionaron durante buena parte de dos años». A pesar de estar recién casada y en camino de tener dos hijos, encontró que los libros resonaban dentro de ella y en su vida, y reconoció en su interior emociones sobre las que se sintió impelida a escribir. Al principio de su matrimonio pasaba mucho tiempo sola, por lo que «estaba algo desesperada por poner por escrito algunas de las cosas que me habían estado obsesionando durante tanto tiempo».

## Carrera literaria

### Antecedentes
En 1950, Gold Medal Books publicó un relato ficticio de la experiencia de una francesa en el ejército llamado Women's Barracks. Este libro contenía descripciones de una relación lésbica que la autora había presenciado, y que terminaba con el suicidio de una de las mujeres. Vendió 4.5 millones de copias, y los editores de Gold Medal Books se "entusiasmaron". Su éxito le otorgó una mención en el House Select Committee on Current Pornographic Materials en 1952. Gold Medal Books era una división de Fawcett Publications que se concentraba en los libros de bolsillo (paperback). En aquella época, estos libros se imprimían en un papel muy barato, que no estaba diseñado para durar más de un año, y se vendían por 25 centavos en las droguerías, estaciones de tren y autobús y quioscos de todo Estados Unidos. Estos libros facilitaban una lectura sencilla y se podían tirar al final del trayecto con muy poco coste para el consumidor. Debido a la baja calidad de la producción, se ganaron el nombre de pulp fiction.
Gold Medal Books rápidamente siguió a Women's Barracks con Spring Fire, intentando aprovechar las ventas sin precedentes, y vendió casi 1,5 millones de copias en 1952. Vin Packer, cuyo nombre real es Marijane Meaker, y Gold Medal Books fueron saturados con la correspondencia de mujeres que se identificaban con los personajes lésbicos.
Una de estas cartas era de Ann Bannon, solicitando ayuda profesional para poder publicar su trabajo. Sobre escribir a Meaker ha dicho que «Hasta hoy no tengo ni idea de por qué me contestó a mi de entre las miles de cartas que recibió en aquella época. Gracias a Dios que lo hizo. Me entusiasmo y aterró a la vez». Bannon visitó a Meaker y conoció Greenwich Village, que tuvo una poderosa impresión en Bannon, que lo llamó «Ciudad Esmeralda, País de las Maravillas y Brigadoon combinados — un lugar donde las personas homosexuales podían ir por la calle cogidas de la mano». Meaker preparó una entrevista con el editor de Gold Medal Books, Dick Carroll, quién leyó el manuscrito inicial de 600 páginas de Bannon (una historia de las mujeres de su fraternidad que ella admiraba, con un sub-argumento en el que dos compañeras de la misma se enamoraban) y le dijo que lo cogiera de nuevo y se concentrara en los dos personajes que tienen el affair. Bannon declara que volvió a ellas y contó su historia, entregó la versión de prueba a Carroll y que fue publicado sin cambiar una sola letra. Mientras educaba y cuidaba a sus dos hijos, Bannon vivía en Filadelfia y viajaba a Nueva York para visitar Greenwich Village, quedándose con amigos. Sobre las mujeres que vio en Greenwich Village dijo que "Quería ser una de ellas, hablar con otras mujeres, aunque sólo fuera por escrito. Así que hice un comienzo - y ese comienzo fue la historia que se convirtió en Odd Girl Out".

### The Beebo Brinker Chronicles

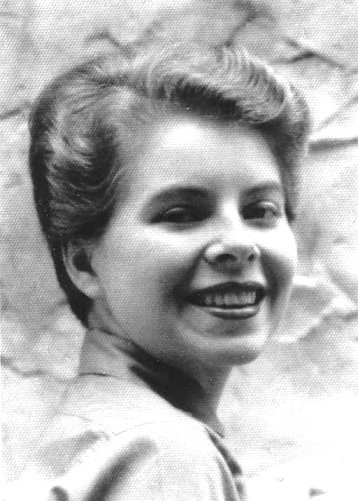
Ann Bannon en 1955, antes de publicar la primera entrega de The Beebo Brinker Chronicles.

The Beebo Brinker Chronicles (Las crónicas de Beebo Brinker) es una serie de seis libros que se publicaron por primera vez entre 1957 y 1962. Están protagonizados por cuatro personajes (que aparecen por lo menos en tres de los libros), y constituyen una saga cronológica sobre cómo aceptar la propia homosexualidad y manejarse en las relaciones gays y lésbicas. El primer libro de la serie, Odd Girl Out, fue publicado por Gold Medal Books en 1957. Basado en las experiencias de Bannon, el argumento incluye la relación entre dos compañeras de fraternidad en una universidad ficticia. Como era costumbre con las novelas de pulp fiction, ni el diseño de la portada ni el título estaban bajo el control del autor. Ambos fueron aprobados por la empresa que lo publicaba con la intención de que fueran lo más sugerentes y atrayentes posible. La historia se relata principalmente desde el punto de vista de Laura, que toma conciencia de que está enamorada de su compañera de cuarto, mayor y más experimentada, y una de las líderes de la fraternidad. 
La representación de lesbianas en la literatura era muy poco frecuente en la década de 1950, era política de las editoriales que en cualquier novela que incluyera el lesbianismo las protagonistas nunca obtuvieran satisfacción de su relación. Una (o ambas) generalmente acababa suicidándose, volviéndose loca, o abandonando la relación. Marijane Meaker comenta esto en el prólogo de la edición de 2004 de Spring Fire: el editor Dick Carroll le dijo que los inspectores postales devolverían el libro a la editorial si la homosexualidad se representaba de manera positiva. El Servicio Postal relajó su censura tras el juicio por obscenidad en 1956 de la colección de poemas Howl de Allen Ginsberg, lo que otorgó a Bannon un asomo de libertad para sus argumentos. Aunque el final de Odd Girl Out no se alejaba demasiado de la fórmula de resolución insatisfactoria de Spring Fire, Women's Barracks y El pozo de la soledad, examinaba el conflicto interior de Laura al darse cuenta de que a pesar de su feminidad estaba muy enamorada de otra mujer, y finalmente lo aceptaba con los brazos abiertos, lo que era raro en la ficción lésbica.
Los personajes y sus historias servían como una extensión de la vida imaginaria que Bannon desarrolló como niña. Se convirtieron en sus «amigos imaginarios», cuyos amores y vidas ella presenciaba y a través de los cuales vivía su propia vida, lo que le ayudó durante un matrimonio difícil y el deseo de una vida que no creía que sería capaz de vivir. «Me di cuenta muy pronto de que no debería casarme, pero iba a hacer lo posible de una mala situación, y lo iba a transformar en algo bueno», recuerda. Al no haber tenido ninguna experiencia práctica en una relación lésbica mientras escribía Odd Girl Out, se lanzó a obtener lo que ella denominó «experiencia de campo» en sus viajes a Greenwich Village, y tuvo bastante éxito al introducir esas experiencias en el siguiente libro de la serie antes de mudarse una vez más al sur de California. Pero habla de sus miedos a quedarse en Greenwich Village: "Me sentaría allí [en un bar gay] por las tardes pensando: '¿Qué haré si (una redada policial) ocurre esta noche y me llevan a la cárcel con todas estas otras mujeres?' Había mantenido un perfil muy bajo, muy correcto y victoriano como esposa. Sé que eso suena extraño en los sesenta, pero yo fui educada por mi madre y mi abuela, gente que realmente procedía de aquella época, ¡mira si fue una audiencia estricta sobre la forma de comportarse! No podía imaginar pasar por eso. Simplemente no podía. Pensé: 'Bueno, eso sería todo. Tendría que arrojarme desde el puente de Brooklyn'. A pesar de que pueda parecer una exageración fácil para una mujer joven de la generación actual, no lo era. Era aterrador".
Bannon dio continuación a Odd Girl Out con I Am A Woman (In Love With A Woman Must Society Reject Me?) en 1959. I Am A Woman (el título empleado desde el primer momento y el más utilizado) de nuevo presenta a Laura tras su affair con Beth, encontrándose en Greenwich Village y conociendo a un ingenioso hombre gay llamado Jack que se convertirá en su mejor amigo. Laura tiene que elegir entre una mujer heterosexual que posee una vena algo salvaje y curiosa, y un fascinante nuevo personaje que llegó a convertirse en el más popular de la serie, Beebo Brinker, que llegó a recrear la descripción de una lesbiana completamente butch. Beebo era lista, cortés y viril. De nuevo basándose en su propia experiencia, Beebo medía casi 2 metros y tenía una voz grave y un físico extraordinario. Sin embargo, según Bannon, su personalidad procedía de su propia e intensa necesidad de que alguien como Beebo existiera. Tras pasar bastante tiempo en Greenwich Village y no encontrar a nadie como ella, Bannon la creó. Según sus recuerdos: "Creé a Beebo justo como yo la quería, en mi corazón y en mi mente... Era, literalmente, la butch de mis sueños". El final de I Am A Woman ignoraba completamente la tendencia de los miserables y trágicos finales en las ficciones lésbicas, lo que hizo de Bannon una heroína para las lesbianas y bisexuales de todo el país.
Las cartas comenzaron a llegar desde todo el país. La mayoría eran proposiciones de hombres, pero las cartas de mujeres le agradecían con emoción y le rogaban que les asegurara que todo iría bien. Bannon describió el impacto que sus libros tuvieron por las cartas que recibió de personas aisladas en pueblos pequeños: «Las cosas más importantes que aprendieron (de los libros) fue que 1) no eran únicas ni estaban condenadas a un aislamiento para toda su vida, 2)...no eran "anormales", y 3) había esperanza para una vida feliz. Me escribieron por millares, pidiéndome que les confirmara estas cosas maravillosas, lo que yo hice de todo corazón --aunque yo me sentía sólo mínimamente mejor informada que ellas». Los libros fueron incluso traducidos a otros idiomas, lo que era infrecuente también por la corta vida de las novelas pulp. Bannon recibió correspondencia nacional e internacional de mujeres que decían: «Este es el único libro (y esto lo dirían prácticamente todas ellas) que he leído en el que las mujeres realmente se aman entre sí, en el que está bien que se amen entre sí, y donde no se tienen que matar luego».
Aunque su marido sabía qué libros estaba escribiendo su mujer, no mostró ningún interés en el tema. Sí le interesaba el dinero que ella conseguía con ellos, no obstante, pero le había prohibido que empleara su apellido de casada, al no desear verlo en la portada artística de un libro de cuestionable gusto. Ella escogió el apellido «Bannon» de una lista de los clientes de su marido, y le gustó porque contenía su propio nombre en él. Pero continuaba experimentando problemas en su matrimonio, y, al darse cuenta de que "no todas las lesbianas eran buenas personas," proyectó estas frustraciones sobre sus personajes. Women In The Shadows también se publicó en 1959 y fue muy impopular entre los lectores de Bannon. El libro examinaba las relaciones interraciales, el odio a uno mismo en tema de raza y sexualidad, el alcoholismo, los celos, la violencia y, al casarse Laura con Jack en un matrimonio muy atípico para la década de 1950, también exploraba los detalles intrínsecos de lo que suponía hacerse pasar por heterosexual en un intento de vivir cierta semejanza con lo que era considerada una vida normal en la época.
Estableciendo de nuevo paralelismos con su propia vida y con sus argumentos, con el cuarto libro de la serie Journey To A Woman en 1960, Bannon cogía a Beth de Odd Girl Out, que ahora vivía con su marido y sus hijos en el sur de California. Beth intenta encontrar a Laura nueve años después de su affair, y escapa de una mujer trastornada obsesionada con ella, que refleja la relación que tuvo Bannon con una hermosa, pero «muy extraña e inestable persona». Beth encuentra a Laura, casada con Jack y con un hijo, y encuentra a Beebo también. El quinto libro, The Marriage, también publicado en 1960, narra el difícil matrimonio entre Laura y Jack. Este libro no ha vuelto a salir a la venta ni ha sido reimpreso.
Volviendo al personaje sobre el que había fantaseado más, el último libro de la saga Beebo Brinker en 1962 fue la precuela de Bannon a Odd Girl Out. Sigue a Beebo en Greenwich Village diez años antes de que se encuentre con Laura en I Am A Woman, al literalmente bajarse Beebo del autobús desde su ciudad natal a Nueva York y encontrar a un amigo en Jack, y descubrirse a sí misma. Ella comienza un affair con una famosa aunque algo caída estrella de película, y la sigue a California, solo para volver a ser más honesta sobre qué es lo que quiere en su vida. 
Bannon también contribuyó con varios artículos a ONE, Inc. (una de las primeras organizaciones de derechos de gays y lesbianas) en 1961 y 1962, siendo uno de ellos un capítulo que se quedó fuera de la versión final de Women in the Shadows.

## Redescubrimiento

### Tras la década de 1960
Después de escribir Beebo Brinker, Bannon dijo que la energía para escribir sobre sus personajes la había abandonado, pero que se hizo tan buena con sus «fantasías obsesivas» que incluso después de que los libros estuvieran acabados continuó viviendo de manera interna, lo cual sospechó que afectó a sus relaciones posteriores. «Me doy cuenta ahora de que estaba en una especie de "modo de espera", una forma de mantener mi cordura mientras esperaba a que mis hijos crecieran y que se abriera la puerta de la libertad», reconoce. Al volver a la universidad, Bannon completó su título de máster en la Sacramento State University y su doctorado en lingüística en la Universidad de Stanford. Fue profesora de Inglés en Sacramento State y luego se convirtió en la decana adjunta de la universidad del Colegio de las Artes y las Ciencias y posteriormente del College de las Artes y las Letras.

### Segunda y tercera vida de los libros
Los libros de Ann Bannon comenzaron a ser olvidados a efectos de publicación tras su salida a la venta inicial, especialmente cuando Gold Medal Books se quedó sin negocio y cerró. En 1975 solicitaron a Bannon incluir cuatro de sus libros en la edición de Arno Press de Homosexuality: Lesbians and Gay Men in Society, History and Literature. Posteriormente, en 1983, Barbara Grier, de la compañía de publicaciones lésbicas Naiad Press, buscó activamente a Bannon y la encontró, y reimprimió los libros con nuevas cubiertas. Bannon, que ahora era una profesora de Inglés divorciada, se llevó una gran sorpresa al conocer que sus personajes no solo eran recordados, sino que además eran arquetipos en la comunidad lésbica. Greenwich Village se había convertido ya hacía bastante tiempo en un lugar al que miles de lesbianas sabían que podían ir para poder estar cómodas y a gusto. Una vez los libros estuvieron a la venta de nuevo, Bannon no lo anunció en su departamento. No sabía cómo sería recibida esa información. Sin embargo, se corrió la voz y la gente se enteró: «Salí del armario a velocidad de jet. La gente me observaba en el campus y los estudiantes de educación física me saludaban. Mi jefe me dijo que pusiera los libros en mi ficha, y uno de mis colegas me dijo que mi ficha era la única interesante». Frecuentemente recibía pequeñas muestras de reconocimiento por parte de los estudiantes y miembros de la facultad que habían sido sorprendidos y agradados por la situación, llegando a recibir una vez un bouquet de flores de una estudiante. Bannon declaró sobre el redescubrimiento que "Estaba tan preparada para algo nuevo y excitante en mi vida. Me había parecido, hasta ese momento, que no sólo habían perecido mis libros y mis personajes, sino que también lo había hecho Ann Bannon".
Los libros de Bannon fueron mencionados en el documental Before Stonewall de 1984 sobre cómo vivían gays y lesbianas antes de los disturbios de Stonewall de 1969, cuando una mujer recuerda coger uno de los libros de Bannon por primera vez: "Cogí este libro de bolsillo y lo abrí...sentí un escalofrío por todo mi cuerpo que nunca antes había experimentado". También apareció en el documental canadiense Forbidden Love: Unashamed Stories of Lesbian Lives de 1992 sobre las historias personales de varias mujeres que habían vivido como lesbianas desde la década de 1940 hasta la de 1960. Los libros fueron seleccionados para el Quality Paperback Book Club en 1995. Bannon también realizó el prólogo de Strange Sisters: The Art of Lesbian Pulp Fiction 1949-1969 en 1999, hablando sobre su reacción al arte en sus propios libros y en otros libros de pulp fiction lésbico que compró y leyó. 
Cinco colecciones de The Beebo Brinker Chronicles fueron reimpresos por Cleis Press de nuevo en 2001 (exceptuando The Marriage) con prólogos autobiográficos que describían las experiencias de Bannon al escribir los libros y su reacción ante la popularidad que tuvieron, causando una nueva oleada de interés.

### Longevidad
En los Estados Unidos solo unos pocos libros de temática lésbica fueron publicados antes de la década de 1950, e incluso menos durante ese periodo, y hasta 1969 no fueron considerados novelas pulp. Al describir lo icónicos que los libros de Bannon se habían convertido con el tiempo, un escritor dijo sobre la republicación de los libros que «No solo recupera el valor histórico de los textos, recupera una idea de autoría no muy valorada por los pulp... Imagina al libro y el artefacto en el mismo plano, y la importancia de estos libros para las lectoras lesbianas en particular imagina a estos pulps como parte de la tradición literaria lésbica».
Sus libros destacan por la representación relativamente exacta que contienen sobre las relaciones homosexuales. La continuidad de los personajes en la saga también otorga a sus libros una cualidad única, especialmente cuando la mayoría de personajes lésbicos de este periodo eran estereotipos unidimensionales que eran castigados por sus deseos. Los personajes de Bannon han sido calificados como «accesiblemente humanos», y todavía atrayentes bajo estándares contemporáneos, comparado con lo «revolucionarios» que fueron la primera vez que vieron la luz. Las relaciones entre los personajes fueron principalmente positivas, satisfactorias y en ciertos momentos se realizaban descripciones complejas de las relaciones gays y lesbianas, que Bannon atribuyó a no perder la esperanza de que podría «salvar (su) propia vida». En un estudio retrospectivo sobre la pulp fiction lésbica se señaló que una de las razones por las que los libros de Bannon en particular fueron tan populares fue porque fueron tan diferentes de todo lo demás que se publicaba en la época: "Bannon estaba desafiando implícitamente la creencia prevalente de que la vida homosexual era corta, episódica, y la mayoría de veces terminaba en muerte... Bannon insistió en la continuidad del amor lésbico, mientras que todo en su cultura hablaba de su rápido y feo porvenir".
Bannon ambientó sus historias en los bares gays en las décadas de 1950 y 1960. Estos eran bares y clubes secretos: como se describe en Beebo Brinker, uno debía llamar a la puerta y ser reconocido antes de que le dejaran entrar. En realidad, no se permitía a las mujeres llevar pantalones en algunos bares de Nueva York. La policía realizaba redadas en los bares y detenía a todo el mundo regularmente; y de hecho fue una redada en un bar gay lo que provocó los disturbios de Stonewall en 1969. Debido al ambiente de secretismo y vergüenza, muy poco se ha guardado sobre cómo era ser homosexual durante esa época, y Bannon sin querer registró Historia con sus propias visitas a Greenwich Village. En 2007, uno de los escritores que adaptó tres de los libros al teatro dijo del trabajo de Bannon, «Pienso que se eleva por encima del pulp. Ella no estaba intentando escribir basura. No había ningún lugar para que una mujer escribiera esta clase de material... Pero creo que lo que escribió trasciende su tiempo y su época y su mercado».

## Legado

### Los personajes de Bannon en la literatura
Las referencias a los personajes de Bannon se han empleado en obras posteriores de Joan Nestle. Kate Millett recuerda cómo amaba su colección de libros Ann Bannon porque, como menciona en Before Stonewall, «Eran los únicos libros en los que una mujer besaba a otra». Audre Lorde también menciona a Bannon en su libro de 1983 Zami: A New Spelling of My Name, cuando el narrador deambula por Greenwich Village preguntándose si se encontrará con Beebo Brinker. Cheryl Crane, la hija de Lana Turner, describe en su autobiografía de 1988 Detour: A Hollywood Story sus experiencias como adolescente al encontrar Odd Girl Out en una tienda, y cómo se identificó con Laura (Crane también consideró emplear «Laura» como alias cuando no deseaba ser reconocida). La abuela de Crane finalmente quemó el libro. La autora lesbiana Radclyffe describe el impacto que Beebo Brinker tuvo en ella a los 12 años, «Encontré Beebo Brinker por accidente pero me reconocí a mi misma entre sus páginas de inmediato».

La autora Katherine V. Forrest aclamó a Bannon y a sus libros, que «están en una clase especial por méritos propios», y describió cómo compró y leyó Odd Girl Out: 

«Una necesidad poderosa me dirigió a caminar venciendo el miedo hacia la caja registradora. El miedo era tan intenso que no recuerdo nada más, sólo que salí dando tumbos de la tienda habiendo adquirido algo que sabía que debía tener, un libro necesario para mi como el aire... Lo descubrí cuando tenía 18 años. Abrió una puerta en mi alma y me dijo quién era yo».

 Forrest también da crédito de manera muy franca a Bannon por salvarle la vida.
Los libros de Bannon se encuentran frecuentemente en las listas de lecturas obligatorias en las clases universitarias de estudios de género y estudios LGBT. La persona más sorprendida por esto fue la misma Bannon, quien explicó que no tenía ninguna aspiración de esta clase cuando estaba escribiendo Odd Girl Out, pero al hablar sobre la longevidad del libro declara que, «Si lo hubiera sabido, podría haber realizado un trabajo más pulido, pero uno tan cauto y consciente de sí mismo que habría sido fácilmente olvidable. Nunca —creo yo— habría tenido la vibrante vida que tiene ahora».
En 2007, The Beebo Brinker Chronicles fue adaptada al teatro por una compañía off-Broadway llamada The Hourglass Group. La producción estuvo en cartel durante un mes (tras ser prorrogada en una ocasión). Los guionistas adaptaron material de I Am a Woman, Women in the Shadows y Journey to a Woman. La obra obtuvo en general críticas positivas.

### Críticas y reconocimiento
Al haber disponible tan poca información sobre las lesbianas y el lesbianismo en aquella época, los libros de Bannon, gracias a su amplia distribución y popularidad, sirvieron para conformar un tipo de identidad lésbica: lo que las lesbianas eran y lo que se suponía que debían ser. Esta identidad servía no solo para la población heterosexual en su conjunto, sino para las mismas lesbianas, quienes, encontrándose aisladas y en el armario, se veían reflejadas en los personajes de Bannon y, para salir del armario, deseaban verificar que otras lesbianas existían y que no iban a acabar de manera miserable. Los cinco libros de The Beebo Brinker Chronicles presentan a personajes que intentan adaptarse al ostracismo en el que los mantiene la sociedad heteronormativa. Algunos críticos, retrospectivamente, han señalado que los libros y personajes de Bannon representan parte de una identidad en la que las mujeres no estaban seguras de si eran homosexuales o heterosexuales, hombres o mujeres, avergonzadas o conformes con su situación, y, al no recibir respuesta clara de Bannon, estas mujeres debían intentar contestar estas preguntas ellas mismas. Uno de los análisis realizados sobre el trabajo de Bannon destaca que "[l]o que Bannon hizo fue proporcionar un rango de trayectorias posibles en el lesbianismo... Bannon, al construir biografías ficticias para sus personajes lésbicos, creó nuevos datos sobre cómo uno llega a la identidad lésbica".
Bannon ha recibido muchas críticas por describir a los gays y lesbianas en sus libros como alcohólicos, neuróticos y autodestructivos. Sus representaciones de rígidas relaciones butch-femme también han sido criticadas por las feministas. Bannon comenta estas críticas en los nuevos prólogos de las ediciones de Cleis Press, explicando que ella simplemente relataba lo que conocía y sentía en aquella época. Bannon ha declarado que conoce las preocupaciones de las mujeres incómodas con algunos de los temas de sus libros. Según sus palabras: «Puedo comprenderlo; no estaban allí. Para ellas una parte de ello parece negativo y otra parece deprimente. Aunque yo no me sentía así. Yo siempre estaba emocionada al escribirlos».
Las novelas pulp románticas solían seguir la misma fórmula. Un escritor estableció una conexión entre el trabajo de Bannon y el de Mills and Boon (una conocida editorial británica de novelas románticas) en la literatura lésbica, pero al contrario que las novelas románticas convencionales, sus historias nunca tuvieron finales perfectos y ordenados. Sus libros, con la perspectiva que otorga el paso del tiempo, han sido descritos en términos muy diferentes, desde "trabajos literarios" entre sus contemporáneos del pulp, a «basura libinidosa». A pesar de la variedad de formas en que se han descrito los libros de Bannon en los estudios literarios retrospectivos feministas y lésbicos, casi todas las menciones hacen referencia a lo significativas que fueron The Beebo Brinker Chronicles. Un escritor retrospectivo denominó a los libros de Bannon, «basura fascinante, pero lectura indispensable para las lesbianas de la nación».
En 1997, la obra de Bannon fue incluida en una colección de autores que más impacto habían tenido en las vidas e identidades de gays y lesbianas, titulado Particular Voices: Portraits of Gay and Lesbian Writers.

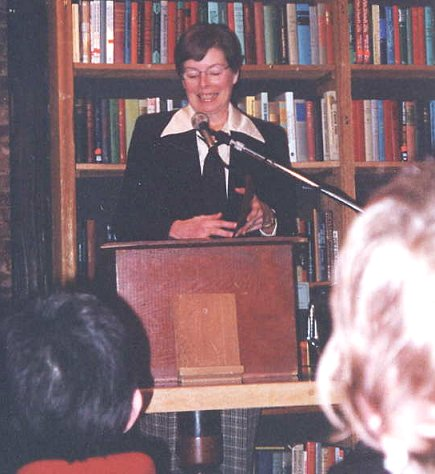
Ann Bannon realizando una ponencia en Elliot Books en Seattle, Washington, en 2002.

En 2000, la San Francisco Board of Supervisors concedió a Bannon el Certificado de Honor «por romper moldes con obras como Odd Girl Out y Women in the Shadows» y por «[dar] voz a las experiencias lésbicas en una época en el que la temática lésbica explícita era silenciada por el gobierno y las comunidades». En 2004, Bannon fue elegida para el Salón de la Fama del Saints and Sinners Literary Festival.
Bannon recibió el premio distinguido al miembro de la facultad de 2005 del Sacramento State Alumni Association.
Bannon también recibió el Premio Trailblazer de la Golden Crown Literary Society en 2005, y se le rindió homenaje bautizando con su nombre uno de los premios, el Ann Bannon GCLS Popular Choice Award.
El grupo Team Dresch de Queercore grabó en la década de 1990 un tributo titulado «Song for Ann Bannon». Un grupo de Reino Unido, Venus Bogardus, toma su nombre de uno de los personajes del último libro de la serie, Beebo Brinker.

### Jubilación
Ann Bannon se retiró de la docencia, pero viaja por Estados Unidos visitando convenciones de coleccionistas de libros de bolsillo e impartiendo conferencias en colegios y universidades sobre su obra y sus experiencias. Actualmente, Bannon es una invitada habitual en el talk show (galardonado con el Premio Peabody) de la National Public Radio “Fresh Air” con Terry Gross. También ha sido mencionada en el reciente libro de Gross, All I Did Was Ask, una colección de transcripciones del programa. Asimismo, interviene en eventos de orientación LGBT por todo el país.